# Fratura de Galeazzi
Uma fratura de Galeazzi é uma fratura da região distal do rádio com ruptura da membrana interóssea e da ligação com a ulna, com subluxação da ulna.
A fratura recebe o nome em homenagem ao cirurgião italiano Riccardo Galeazzi, (1866-1952).

## Tratamento
Consiste em estabilização da fratura através de placas de metal e ligação das bandas rompidas. Além disso, o braço deve ser imobilizado com gesso.
Tal lesão é aproximadamente 3 vezes mais comum do que  a fratura de Monteggia.